# Qui aime bien châtie bien
Pour plus de détails, voir Fiche technique et Distribution.
Qui aime bien châtie bien (grec moderne : Το Ξύλο Βγήκε Απ' τον Παράδεισο (To Xylo vyike ap' ton paradiso), littéralement « La Punition est venue du paradis ») est un film grec réalisé par Alékos Sakellários et sorti en 1959.
Lors de la Semaine du cinéma grec de Thessalonique en 1960, il reçut le prix rétrospectif du meilleur film pour la période 1955-1959.
Le film fut un succès commercial en Grèce, mais aussi en Turquie, Égypte, Mexique et Inde

## Synopsis
Un enseignant désargenté (Dimitris Papamichail) trouve un emploi dans un collège privé de jeunes filles. Il est très vite en butte aux tracasseries de ces jeunes bourgeoises hautaines. Un jour, il gifle la meneuse (Alíki Vouyoukláki). Elle cherche ensuite à se venger par tous les moyens mais, finit par tomber amoureuse de lui. Ils se marient.

## Fiche technique
- Titre : Qui aime bien châtie bien
- Titre original : grec moderne : Το Ξύλο Βγήκε Απ' τον Παράδεισο (To Xylo vyike ap' ton paradiso)
- Réalisation : Alékos Sakellários
- Scénario : Alékos Sakellários
- Société de production : Finos Film
- Directeur de la photographie : Dinos Katsouridis
- Montage : Dinos Katsouridis
- Direction artistique : Markos Zervas
- Musique : Mános Hadjidákis
- Pays d'origine : Grèce
- Genre : Comédie
- Format  : 35 mm noir et blanc
- Durée :
- Date de sortie : 1959

## Distribution
- Alíki Vouyoukláki
- Dimitris Papamichail
- Christos Tsaganeas
- Dionysos Papagiannopoulos
- Giorgios Gravilidis